# Царівна (повість)
«Царівна» ─ повість української письменниці Ольги Кобилянської. Центральною у творі є постать нової, емансипованої жінки, що продовжує тематичну лінію, яку авторка розпочала в повісті «Людина».

## Історія створення й публікації
Написання й редагування повісти тривало з 1888 року до 1893, первісний текст був німецькою, пізніший — українською. Надрукувано твір у газеті «Буковина» О. Маковеєм (1895 р.), того ж року він вийшов у Чернівцях окремим виданням, хоча спроби публікації Ольга Кобилянська робила з 1891 року, постійно отримуючи відмови.

## Персонажі
Наталка Верковичівна — головна героїня твору;
Василь Орядин — свояк надлісничого Маєвського, коханий Наталки;
Вуйко — дядько Наталки, в якого вона живе;
Павлина — дружина вуйка;
Лєна та Катя — кузини Наталки, доньки вуйка та Павлини;
Лорден — старий професор, який залицявся до Наталки;
Пані Марко — вдова по лікарю, в якої Наталка працює компаньйонкою;
Іван Марко — лікар, син пані Марко;
Муньо — кузен Наталки;
Зоня — подруга Лєни, дочка надлісничого;
Маєвський — багатий надлісничий, родич Орядина;
Марія — колишня гувернантка в домі Маєвських;
Ванда — наречена Василя, дочка адвоката Міллера.

## Сюжет
Розповідь у повісті ведеться у вигляді щоденника Наталки Верковичівни. Після смерти матері дівчина живе у свого дядька, професора Івановича. Усе життя дівчину непокоять проблеми нерівности між жінками та чоловіками, доля її країни й народу. Вона мріє отримати вищу освіту та працювати, але її фантазії не розділяє оточення. Усе змінюється, коли вона зустрічає Василя Орядина, що погоджується з її ідеями. Через матеріальні негаразди вони не можуть бути разом, юнак їде вчитися в місто та врешті втрачає гідність в очах Наталки, програвши свої гроші в карти. До дівчини залицяється старий професор Лорден, щоразу приїжджаючи до її вуйка в гості, та врешті вона погоджується на одруження через страх опинитися на вулиці. Згодом повертається Василь Орядин, почуття до якого у Наталки вже почали зникати, і переконує її не виходити заміж.
Минає три роки, Наталка живе із пані Марко у ролі компаньйонки в Чернівцях. Василь Орядин так само в місті, але вони майже не зустрічаються. Героїня віддається творчості, щоправда ніде не намагається друкуватися. Згодом вона знайомиться із сином пані Марко — Іваном, який хоч і не вирізняється зовнішністю, а проте чіпляє її своєю принциповістю та інтелектом. Їхнє спілкування триває місяць, після він знову від'їжджає до Індії. Дівчина розуміє, що закохалася в нього. Саме він переконує її творити й далі та намагатися опублікувати свої твори. Через рік після його від'їзду помирає пані Марко, Наталка продовжує жити в її домі.
Тим часом Наталка дізнається, що Василь крутить роман із одруженою румункою, що ще більше відштовхує її від юнака. Героїня утверджується в думці, що має присвятити своє життя літературі та далі пише свою повість.
На цих подіях скінчується щоденник Наталки. Василь Орядин заручився із Вандою, дочкою адвоката Міллера. Наталка приходить на їхнє вінчання —  і розуміє, що  відпустила своє кохання до юнака (хоча в його очах побачила, що він її любить досі). Їй приходить лист про відмову в публікації повісті, після вона хоче надіслати свій щоденник Іванові і таким чином попрощатися з ним.
Минає три роки. Ми дізнаємося, що Наталка вийшла заміж за Івана Марка, і вони ведуть щасливе злагоджене життя. Вуйко, відвідавши їх, розповідає, що Наталка стала успішною письменницею, а чоловік її боготворить. Твір закінчується оптимістичною нотою: для героїні нарешті настало "полудне", і вона вірить, що воно скоро настане й для її народу.

## Ідейно-тематичний зміст
У центрі твору стоїть емансипована жінка, що бажає боротися за свої права. Наталка Верковичівна не хоче сприймати патріархальну модель поведінки та не збирається виходити заміж. Вона мріє про кар'єру письменниці та власну свободу, а також щастя свого народу. У її свідомості поєднується поборництво одразу декількох течій: ніцшеанства, фемінізму, націоналізму і поміркованого соціалізму [5]. У тексті постає проблема дружби жінки та чоловіка (Наталка — Василь Орядин; Наталка — Іван Марко), яку Тамара Гундорова розглядає через призму ніцшеанських мотивів [4].
Оскільки розповідь подана у формі щоденника, то читач/ка одразу поринає в глибокий психологізм, фабула ж відходить на другий план. Повість, як й інші твори Ольги Кобилянської, інтертекстуальна. Професор Лорден називає Наталку — Лореляй, Василь Орядин — царівною, що відводить нас до образу Марії Стюарт. У своєму щоденнику дівчина неодноразово згадує відомих митців (Гаршина, Шекспіра, Якобсена, Шевченка, Гейне, Ґете, Вергілія тощо).

## Повість у тогочасній критиці

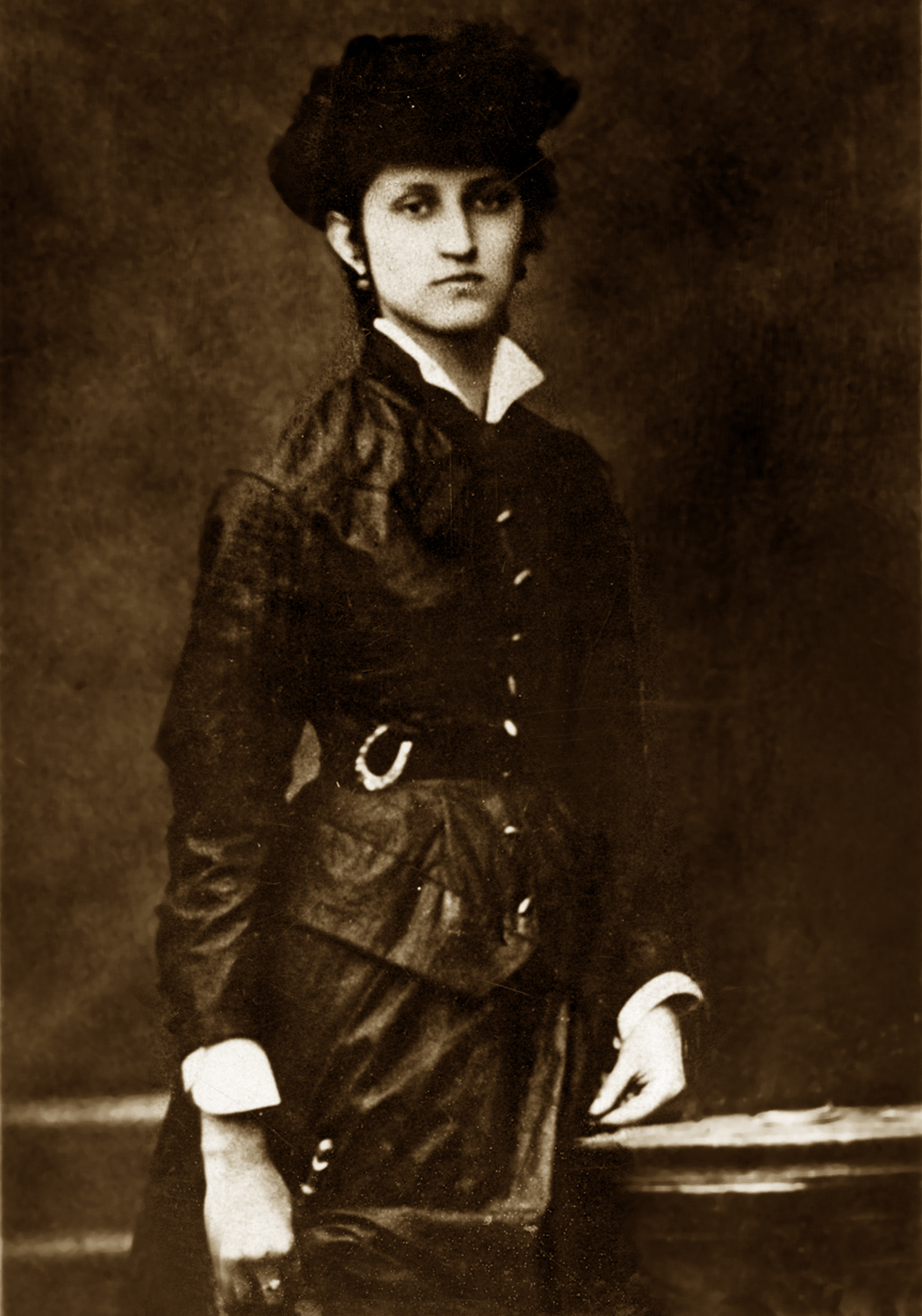
Ольга Кобилянська

Творчість Ольги Кобилянської неодноразово наражалася на нищівну критику від колег-чоловіків. Її звинувачували в надмірній "німеччині", "марлітівському стилі", нелогічності. Так, Іван Франко хоч і писав, що це перша українська повість не побудована на любовних інтригах, а на психології української буденности, а проте зауважив, наголосивши на тому, що авторка твору — жінка: «Се майстерна, тонко гаптована тканина, якій бракує лише руки енергійного артиста, який міг би злучити поодинокі рядом нанизані сцени в гарний і ефективний малюнок».
Осип Маковей, спочатку виступив як автор передмови до «Царівни», де відгукувався про повість схвально: «Велике начитання й богацтво незвичайно глубоко передуманих рефлексій при великій масі ніжного чуття надає її творам, як н. пр. Людина і Царівна, характер студій психольоґічних». Але пізніше, у літературно-критичній студії, надрукованій у Літературно-Науковому віснику, він закидав авторці її спробу компенсувавати жіноче нереалізоване бажання: героїня або прагне вийти заміж, або відмовитися від усього заради творчості. Таке патріархальне трактування йде впереріз із бажанням авторки створити повість, що буде критикувати "жіночу культуру", яку жінкам нав'язали.
Сергій Єфремов критикував образ Наталки та її бажання бути собі самоціллю і водночас служити народу, адже це, на його думку, просто неможливо та є надмірним ідеалізаторством зі сторони авторки.
Натомість Агатангел Кримський у своїй рецензії для часопису «Зоря», відзначив цікавість повісти й назвав Кобилянську «видатним, симпатичним талантом». На його думку, «всі закиди, які можна зробити добродійці Кобилянській, будуть або дрібні, або суб'єктивні».
Також позитивним був відгук Лесі Українки: у статті «Малоросійські письменники Буковини» вона називає «Царівну» «психологічним романом», який опрацьовує тип «інтелігентної жінки, яка бореться за свою індивідуальність»; також, на думку Лесі Українки, є одним із найпомітніших романів подібного зразка.
Крім того, на повість відгукнувся Михайло Грушевський, який опублікував свою рецензію у Літературно-Науковому віснику. Однак, на думку Соломії Павличко (а також — самої Кобилянської), повісти він не зрозумів.
Таким чином, повість «Царівна» привернула до себе увагу критиків і стала важливим явищем в українській літературі зламу століть.

## Повість у літературознавчій перспективі
Розкривають повість по-справжньому критики-феміністки та профеміністи, підіймаючи питання гендеру. Соломія Павличко наголошує, що творчість Ольги Кобилянської є модерною та прогресивною, чого не могли зауважити немодерні критики чи народники. Тамара Гундорова наголошує на впливі німецьких письменників на повість, розкриття ніцшеанських мотивів, жіноче питання. Віра Агеєва ставить питання жіночого, власного, простору героїні, Наталки як нової емансипованої жінки в українській літературі із феміністичним девізом "бути самій собі ціллю". Хоча й повість справді є нереалістичною, такою собі історією про Попелюшку, а проте питання жіночої культури, свободи та емансипації стоять у ній гостро та залишаються подеколи актуальними.

## Видання
- Ольга Кобилянська. Царівна. — Чернівці, 1896. — 427 с.
- Кобилянська О. Твори. Т. 3: Царівна: повість. – Харків: Рух, 1927. – 403 с  [Архівовано 20 квітня 2021 у Wayback Machine.].
- Ольга Кобилянська. Царівна [Архівовано 20 квітня 2021 у Wayback Machine.]: повість / передм. О. Маковея. – 2-е вид. – Вецляр, б.д. – 432 с.
- Ольга Кобилянська. Царівна: повість / передм. О. Маковея. – 3-є вид. – Нью-Йорк: Сурма, 1954. – 432 с.
- Царіна: повість / іл. З. Волковинської. – К. : Молодь, 1961. – 308 с.
- Кобилянська О. Твори в 2-ох томах. К., Дніпро, 1988. — T.1.
- Кобилянська О. Царівна : повісті / Ольга Кобилянська. — Харків : Фоліо, 2016. — с. 19—276 .
- Ольга Кобилянська. Зібрання творів у 10 томах. Том 4. Повісті ("Людина", Царівна"). — Чернівці, 2016. — с. 71—356.

## Екранізація
За мотивами повісті знятий телесеріал:
- «Царівна» (1994, режисер С. Туряниця).